# Festival de Hultsfred
Festival de Hultsfred (em sueco: Hultsfredsfestivalen) é um festival de música organizado anualmente em Hultsfred, Suécia. Acontece durante 3 dias na metade de junho, começando em uma quinta-feira e terminando no sábado, com a instalação dos acampamentos a partir do começo da semana. Desde a primeira edição do festival em 1986, seu público aumentou de cerca de 7.000 visitantes por ano para cerca de 30.000 ingressos vendidos em 2005, fazendo deste o maior festival de música jovem da Suécia.
O espaço é dividido em sete diferentes áreas (Hawaii, Pampas, Atlantis, Teaterladan, Stora Dans, Rookiev, Jamobilen) e recebe um grande número de bandas anualmente (em 2005 foram 159 bandas) que vêm de todo o mundo, com destaque às bandas escandinavas.